# Assa-Zag
Assa-Zag (arabiska: إقليم أسا-الزاك) är en marockansk provins i regionen Guelmim-Oued Noun. Marocko räknar också både marockansk- och SADR-kontrollerade områden i Västsahara till provinsen. Antalet invånare i den marockanskkontrollerade delen var 44 124 vid folkräkningen 2014. Arean är 18 428 kvadratkilometer.[källa behövs]